# Pearl Harbor (film)
Pearl Harbor (2001) este un film de acțiune dramatic regizat de Michael Bay și produs de Jerry Bruckheimer. Scenariul este realizat de Randall Wallace. În rolurile principale interpretează actorii Ben Affleck, Josh Hartnett, Alec Baldwin, Jon Voight, Kate Beckinsale, Cuba Gooding, Jr., Dan Aykroyd, Colm Feore, Mako, Tom Sizemore, Jaime King și Jennifer Garner.